# Гомес, Хосе Луис (футболист)
Хосе Луис Гомес (исп. José Luis Gómez; 10 сентября 1993, Сантьяго-дель-Эстеро) — аргентинский футболист, правый защитник клуба «Расинг» (Авельянеда).

## Биография

### Клубная карьера
С 12 лет занимался футболом в клубе «Кильмес», затем в юношеской команде «Расинга» из Авельянеды. Первый официальный матч за взрослую команду «Расинга» сыграл 28 августа 2013 года в рамках Южноамериканского кубка против «Лануса», а в чемпионате страны дебютировал тремя днями спустя в матче против «Олл Бойс». Всего за два сезона защитник провёл 30 матчей за команду в чемпионате Аргентины и в 2014 году выиграл чемпионский титул.
В начале 2014 года Гомес подписал трёхлетний контракт с «Расингом», но вскоре потерял место в составе, так как клуб приобрёл на его позицию Гастона Диаса, а также из аренды вернулся Иван Пильюд. Руководство клуба решило отдать защитника в аренду.
В 2015 году Гомес играл на правах аренды в «Сан-Мартин», в его составе провёл 29 матчей. 6 апреля 2015 года забил первые голы на взрослом уровне, сделав дубль в ворота клуба «Тигре».
С 2016 года футболист выступает за «Ланус», в весеннем сезоне 2016 года он принял участие в 15 матчах и помог команде выиграть чемпионский титул.

### Личная жизнь
Хосе Луис родился в бедной семье, где было 11 братьев и сестёр. Когда ему было 9 лет, семья переехала из провинции в пригород Буэнос-Айреса — Вилья-Лугано.
По манере игры и из-за внешнего вида Гомеса сравнивают с Кафу.

## Достижения
- Чемпион Аргентины (2): 2014, 2016
- Обладатель Суперкубка Аргентины (1): 2017
- Обладатель Кубка Двухсотлетия Аргентины (1): 2016
- Финалист Южноамериканского кубка (1): 2020